# Yekaterina Kulikova
Pour les articles homonymes, voir Koulikov.
Yekaterina Kulikova (en russe : Екатерина Куликова ; née le 7 novembre 1968) est une athlète russe spécialiste du 400 mètres. 

## Biographie
Lors des Championnats du monde en salle de 1995, Yekaterina Kulikova remporte l'or sur 4 × 400 mètres, associée à Tatyana Chebykina, Yelena Ruzina et Svetlana Goncharenko. L'équipe russe s'impose en 3 min 29 s 29, devant la République tchèque et les États-Unis.

### Palmarès
| Date | Compétition                    | Lieu      | Résultat | Épreuve   | Performance   |
| ---- | ------------------------------ | --------- | -------- | --------- | ------------- |
| 1995 | Championnats du monde en salle | Barcelone | 1re      | 4 × 400 m | 3 min 29 s 29 |
| 1996 | Jeux olympiques                | Atlanta   | 5e       | 4 × 400 m | 3 min 22 s 22 |
| 1997 | Championnats du monde          | Athènes   | 4e       | 4 × 400 m | 3 min 21 s 57 |

### Records
| Épreuve    | Performance | Lieu  | Date            |
| ---------- | ----------- | ----- | --------------- |
| 400 mètres | 51 s 16     | Toula | 23 juillet 2000 |